# Temen-Suu
Temen-Suu (ryska: Темен-Суу) är en ort i Kirgizistan. Den ligger i oblastet Tjüj Oblusu, i den nordvästra delen av landet, 50 km väster om huvudstaden Bisjkek. Temen-Suu ligger 1 108 meter över havet och antalet invånare är 1 595.
Terrängen runt Temen-Suu är huvudsakligen kuperad, men åt nordväst är den platt. Runt Temen-Suu är det ganska glesbefolkat, med 45 invånare per kvadratkilometer. Närmaste större samhälle är Kara-Balta, 19,3 km nordväst om Temen-Suu. Trakten runt Temen-Suu består i huvudsak av gräsmarker.